# Derde wereld

De wereld in het jaar 1975. De verdeling in drie "werelden" is op geopolitieke basis: kapitalistisch, communistisch en niet-gebonden.
Eerste wereld
Tweede wereld
Derde wereld

De landen zijn in drie groepen verdeeld, naarmate van ontwikkeling. Deze classificatie wordt door de VN en het IMF gehanteerd.
Blauw: geavanceerde economieën
Oranje: opkomende en ontwikkelingseconomieën (niet de minst ontwikkelde)
Rood: opkomende en ontwikkelingseconomieën (minst ontwikkelde)

Het begrip derde wereld werd tijdens de Koude Oorlog gebruikt om de niet-gebonden staten aan te duiden die noch bij het Westen (eerste wereld) noch bij het Oostblok (tweede wereld) konden worden ingedeeld. Na de val van de Berlijnse Muur in 1989 kwam het begrip langzaam in onbruik en sprak men van ontwikkelingslanden. De term 'derde wereld' wordt soms nog wel gebruikt als synoniem voor het totaal van alle ontwikkelingslanden. In het algemeen zijn deze landen minder geïndustrialiseerd en technologisch ontwikkeld, de bevolking relatief arm en het geboorte- en sterfte cijfer relatief hoog. De landen bevinden zich in fase 1 van het demografisch transitiemodel.

## Achtergrond
De term werd bedacht in 1952 door de Franse historicus Alfred Sauvy. Hij werd gebruikt in de jaren 50 om een derde groep landen mee aan te duiden die niet behoorden tot de twee heersende machtsblokken van dat moment, het NAVO-bondgenootschap en het Warschaupact. Veel van deze "derdewereldlanden" behoorden tot de Niet-Gebonden Landen, die niet bij het communistische of kapitalistische blok hoorden. Leidend binnen deze beweging waren Joegoslavië, India, Egypte en Indonesië. Overigens wilde niet-gebondenheid niet zeggen dat deze landen geen partij kozen. Vele lieten hun voorkeur merken voor de Verenigde Staten of de Sovjet-Unie, maar maakten geen deel uit van een militaire alliantie met een van deze supermachten.
Na de invoering en het veelvuldige gebruik van de term 'derde wereld' leek het min of meer logisch om de twee machtsblokken aan te duiden als eerste respectievelijk tweede wereld, maar deze laatste twee termen zijn nooit zo gebruikelijk geworden als 'derde wereld'. Sinds het eind van de Koude Oorlog wordt de term 'derde wereld' niet meer gebruikt voor de niet-gebonden landen, maar enkel nog voor de ontwikkelingslanden.
De term 'vierde wereld' wordt gebruikt voor het armste deel van de derde wereld, maar ook voor het arme deel van de bevolking van een rijk land, gezinnen die al jarenlang in een vicieuze cirkel van armoede hebben geleefd en nog leven.

## Derdewereldlanden
De meeste derdewereldlanden liggen in Afrika, Latijns-Amerika, Zuidelijk - en Zuidoost-Azië. Het zijn meestal naties die in het verleden door een andere natie werden gekoloniseerd. Thailand is een nooit gekoloniseerd land dat redelijk succesvol is, al is er veel sociale ongelijkheid.

## Terminologie
1. De term 'derde wereld' is ontstaan in de tijd van de Koude Oorlog en lijkt te suggereren dat het om derderangslanden gaat. De benaming is algemeen in onbruik geraakt.
2. Destijds sprak men ook wel van het Zuiden, omdat de derdewereldlanden meest in het zuiden van de wereld liggen. Het tegengestelde begrip Noord verwijst in dit kader naar de eerste wereld (zoals de Verenigde Staten en de EU-landen) en de geïndustrialiseerde landen van de tweede wereld (zoals Rusland en Polen). Het gebruik van de dichotomie Noord-Zuid heeft ook te maken met onduidelijkheid over welke de westerse en welke de niet-westerse landen zijn. Toch is deze omschrijving niet geheel accuraat aangezien zuidelijk gelegen landen als Australië en Nieuw-Zeeland wel tot de westerse wereld worden gerangschikt.
3. Alternatieve terminologie is het spreken in termen van kernlanden (de kern van het economisch wereldsysteem), periferie (wat we dus de derdewereldlanden noemen) en daartussen de semi-periferie. De landen van de G8 behoren onder meer tot de kernlanden. De Verenigde Staten en Rusland werden destijds al kernlanden genoemd, maar toen respectievelijk van het NAVO-blok en het Warschaupact. Semi-periferielanden waren bijvoorbeeld Mexico en Joegoslavië. Voor de meeste derdewereldlanden geldt dat ze tot heden periferielanden zijn gebleven.
4. De sinds de jaren negentig gebruikte term 'ontwikkelingslanden' raakt ook steeds meer in onbruik en wordt vaak vervangen door de term 'landen in ontwikkeling'.
5. Internationaal wordt veelal de volgende indeling gebruikt:
- Low-income countries (bnp van minder dan 755 Amerikaanse dollar per hoofd van de bevolking)
- Lower-middle-income countries (bnp van 755-2955 dollar per hoofd van de bevolking)
- Upper-middle-income countries (bnp van 2996-9265 dollar per hoofd van de bevolking)
- High-income countries (bnp van meer dan 9266 dollar per hoofd van de bevolking)